# Perché no? (film 1999)
Perché no? (Pourquoi pas moi?) è un film del 1999 diretto da Stéphane Giusti.

## Trama
Camille, Nico e Eva gestiscono una casa editrice da loro creata specializzata in manga e fantascienza. Camille convive da tre anni con Ariane mentre Nico e Eva, anch'essi omosessuali, fingono una relazione da quattro anni per compiacere i genitori di Eva. Solo Lili, la loro segretaria, è eterosessuale. Ad eccezione di Camille, la cui madre è al corrente di tutto, i genitori di Eva, Nico e Ariane sono ignari dell'orientamento sessuale dei figli. Decidono così di organizzare una cena con i genitori dei cinque protagonisti per un coming out collettivo. Parteciperà al coming out anche Lili che fingerà per un attimo di essere lesbica per mettere alla prova i suoi genitori. La madre di Nico, celebre cantante italiana, incontrerà a quella cena l'amore della sua giovinezza. Dopo le inevitabili prime difficoltà ad accettare i propri figli l'atmosfera si distenderà in tutta la casa e solo il padre di Ariane partirà per sempre, lasciando moglie e figlia ad affrontare questa nuova vita.